# هیستیداز
هیستیداز که هیستینیداز و همچنین هیستیدین آمونیا لیاز نیز خوانده می‌شود، آنزیمی است که در انسان توسط ژن HAL کد می‌شود. هیستیداز در واقع هیستیدین را به آمونیاک و اسید اوروکانیک  تبدیل می‌کند.

## کارکرد
آنزیم هیستیداز نوعی آنزیم سیتوزولی است که نخستین واکنش را در جریان کاتابولیسم هیستیدین کاتالیز می‌کند. این واکنش در حقیقت دآمیناسیون نونواکسیداتیو nonoxidative deamination مولکول L-هیستیدین و تبدیل آن به اسید ترانس اروکانیک است.

## پاتولوژی
جهش در ژن این آنزیم می‌تواند به هیستیدینمی و اوروکانیک اسیدوری منجر می‌شود.